# Giampaolo Baglioni
Giampaolo Baglioni (* um 1470 in Perugia; † 11. Juni 1520 in Rom) war ein italienischer Adliger und Condottiere, Graf von Bettona und Spello und Herr von Perugia.

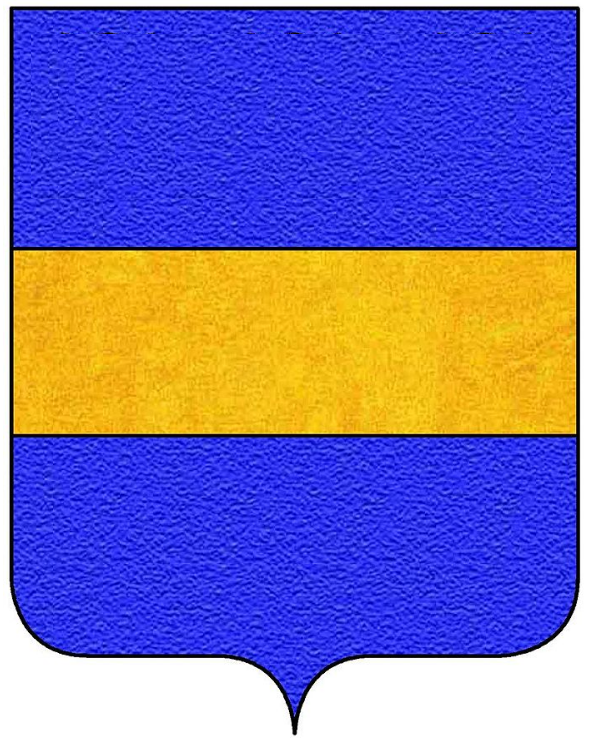
Wappen der Baglioni

## Leben

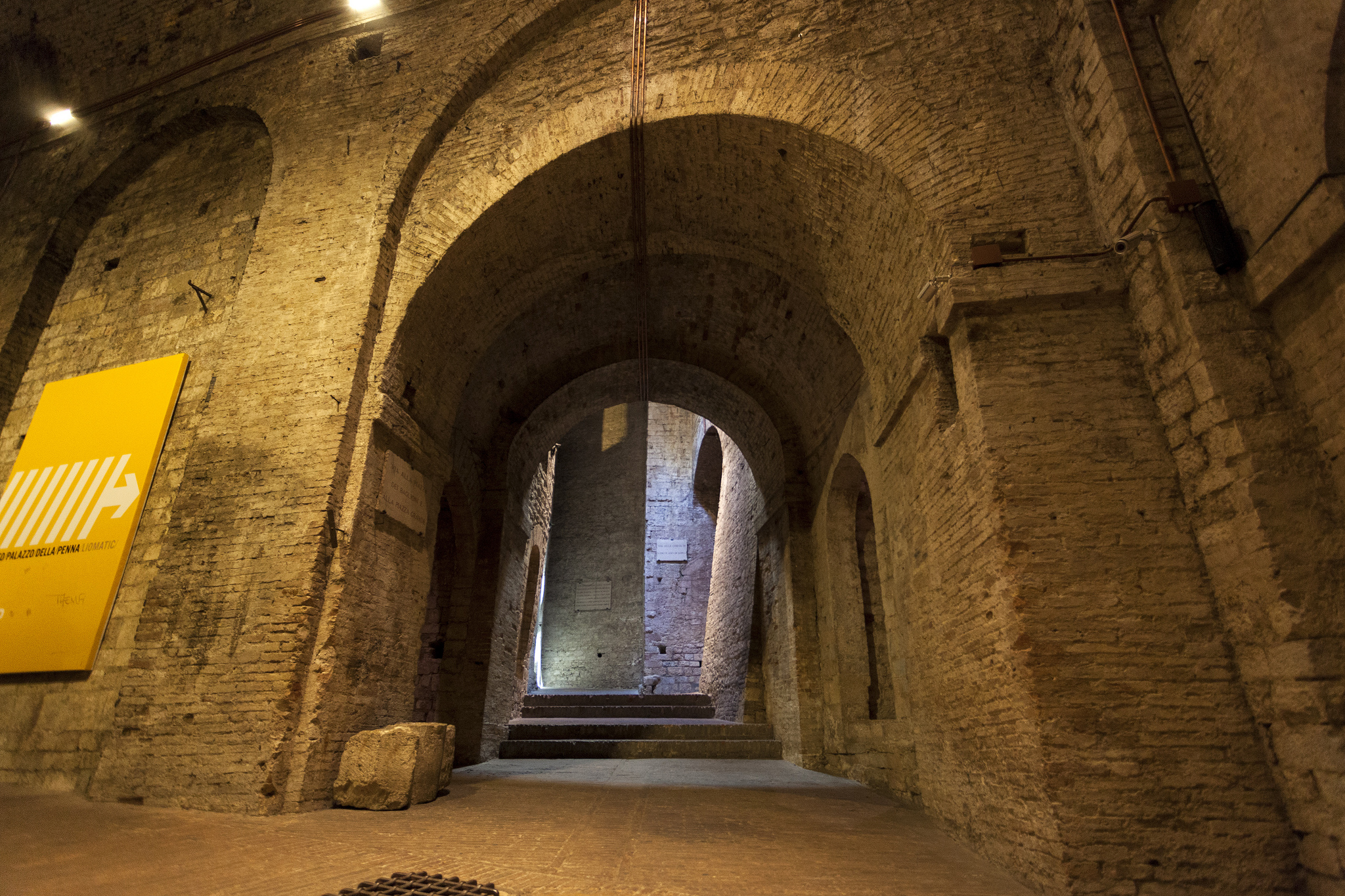
Die Bauten von Giampaolo Baglioni in der Rocca Paolina von Perugia

Er wurde um 1470 als Sohn von Rodolfo I. und Francesca Baglioni in Perugia geboren. Als junger Mann wurde er zusammen mit Camillo Vitelli und Paolo Orsini gegen die perugiesischen Emigranten eingesetzt, die versuchten, die Stadt von der Familie Baglioni in Besitz zu nehmen. Unter ihnen war Bernardino Ranieri, der ihnen am 8. Juni 1491 in Schifanoia gegenüberstand, wo Giampaolo und die anderen den Feind schlugen und die Stadt niederbrannten. Nachdem er Ripa und Resena passiert hatte, griff Baglioni am 10. Juni, immer noch mit derselben Kompanie, erneut Ranieri an und setzte Civitella Benazzone in Brand.
Ab 1493 diente er der Republik Florenz während des Feldzugs gegen Montepulciano, das rebellierte und sich mit der Republik Siena verbündete, sowie im Krieg gegen die Venezianer und Pisaner 1498. Er unterstützte auch die Fraktion der Atti in Todi (1494 und 1497) und beteiligte sich an der Operation gegen die Grafen von Sterpeto und die Chiaravalle.
Anlässlich des Massakers an seinen Brüdern und Cousins, das in der Nacht vom 14. auf den 15. Juli 1500 von Carlo I. und Grifonetto Baglioni sowie von Girolamo della Penna organisiert wurde (die so genannte „Bluthochzeit“), konnte er sich mit Hilfe einiger Studenten der Universität Perugia retten, die ihn versteckten und verkleidet aus der Stadt brachten.
In Marsciano angekommen organisierte Vitellozzo Vitelli die notwendige Miliz um Perugia zurückzuerobern, wo Carlo I. Baglioni und Girolamo della Penna die Regierung übernommen hatten, die ohne Widerstand flohen. Giampaolo übernahm zusammen mit seinem Vater Rodolfo I. und seinem Cousin Adriano die Macht mit dem Titel „Verteidiger des Kirchenstaates von Perugia“. Im Jahr 1500 kämpfte er im Dienste der Republik Siena und Papst Alexander VI. im Krieg des Papstes gegen die Familie Colonna und eroberte Acquapendente, wohin sich Altobello da Canale geflüchtet hatte, und später Viterbo. Er war ebenfalls in den Konflikt gegen das Fürstentum Piombino verwickelt, aber als Cesare Borgia jedoch das Herzogtum Urbino angriff, fürchtete er die päpstlichen Ansprüche auf Perugia. Zusammen mit Pandolfo Petrucci organisierte er die Versammlung im Castello von Magione (am 9. Oktober 1502), an dem auch die Bentivoglio aus Bologna und die Vitelli aus Città di Castello teilnahmen. Im darauffolgenden Monat erklärten die Orsini und Bentivoglio auf der Konferenz von Chianciano, dass sie ein Abkommen mit Cesare Borgia vorziehen würden, und Giampaolo, unterstützt von den Vitelli und Pandolfo Petrucci, versuchte sie davon abzubringen. Als Herzog Valentino nach dem Massaker von Senigallia, bei dem Vitellozzo Vitelli und einige Mitglieder der Familie Orsini ermordet wurden, nach Perugia zog, das er im Januar 1503 eroberte, zog sich Giampaolo zunächst nach Siena, dann nach Lucca und Pisa zurück. Nach dem Tod von Papst Alexander VI. kehrte er mit Unterstützung der Republik Siena nach Perugia zurück und besiegte in der Nähe von Bracciano den aus Rom geflohenen Cesare Borgia und zwang ihn, zu seinem erklärten Feind, Papst Julius II. zurückzukehren.
Unter dessen Pontifikat kam es durch die Vermittlung von Francesco Maria I. della Rovere und Kardinal Francesco Alidosi zu einer Einigung mit dem Papst, der seine Bitten um die ständige Anwesenheit eines päpstlichen Legaten mit dem Recht, die Beschlüsse der perugianischen Magistrate zu ratifizieren, akzeptierte. Ab 1511 stand er im Sold der Venezianer und eroberte Bergamo, Brescia, Verona und Vicenza für die Serenissima zurück.
Nach dem Tod von Julius II. kehrte er nach Perugia zurück, um seine Vorherrschaft wiederherzustellen, aber in der zweiten Jahreshälfte 1513 stand er wieder im Dienst der Republik Venedig. Nach Ablauf seines venezianischen Militärdienstes folgte er der päpstlichen Aufforderung, als Vasall in die Armee einzutreten, und erhielt im Gegenzug 1516 von Papst Leo X. die Grafschaft Bettona und Spello übertragen. Im Jahr 1516 unterstützte er Lorenzo II. de’ Medici als militärischer Berater bei den Feindseligkeiten gegen das Herzogtum Urbino, aber seine Haltung gegenüber der mächtigen florentinischen Familie wurde ab dem folgenden Jahr (1517) widersprüchlich, als Francesco Maria I. della Rovere versuchte, seinen Staat zurückzugewinnen. Giampaolo sah in der Politik der Medici eine ideale Fortführung dessen, was im vorangegangenen Jahrzehnt von den Borgias umgesetzt worden war. Aus diesem Grund ließ ihn Papst Leo X., der ein Bündnis zwischen den Familien Baglioni und Della Rovere befürchtete, im März 1520 verhaften und in der Engelsburg einkerkern, wo er in der Nacht des 11. Juni enthauptet wurde.
Er wurde in der Kirche Santa Maria in Traspontina in Rom begraben, aber sein Grab existiert nicht mehr, da die Kirche zerstört wurde – Papst Pius IV. ließ sie im Zuge von Ausbauten der Befestigungsanlagen abreißen und an einem anderen Platz neu bauen.
Nur wenige Persönlichkeiten der italienischen Renaissance haben einen so zweifelhaften Ruf hinterlassen wie Giampaolo Baglioni. Gegen ihn richtete sich die Ablehnung vieler Gelehrter der Vergangenheit, die seine Fehler und Verfehlungen hervorhoben ohne seine unbestrittenen Qualitäten und Fähigkeiten zu berücksichtigen. Francesco Guicciardini, Niccolò Machiavelli und Scipione Ammirato waren gegen ihn und übten scharfe Kritik an seinem abenteuerlichen Leben. Nur wenige Lokalhistoriker haben einige positive Aspekte von Giampaolo hervorgehoben. Dazu gehörte Luigi Bonazzi, der in seinem Werk „Storia di Perugia dalle origini al 1860“ (Geschichte Perugias von den Anfängen bis 1860) schrieb, dass er immer „menschlich und gütig war, wenn es nicht um die Interessen Perugias oder um schweres Unrecht ging, das es zu rächen galt“.
Aus seiner im Jahre 1490 geschlossenen Ehe mit der aus einer aristokratischen römischen Familie stammenden Ippolita Conti gingen 2 Söhne, Malatesta (1491) und Orazio (1493), hervor.